# Courcelles (Bélgica)
Courcelles es un municipio de la Provincia de Henao, Bélgica.

## Geografía

### Secciones del municipio
El municipio comprende los antiguos municipios, que se fusionaron en 1977:
| - Courcelles - Gouy-lez-Piéton - Souvret - Trazegnies |

## Demografía

### Evolución
Todos los datos históricos relativos al actual municipio, el siguiente gráfico refleja su evolución demográfica, incluyendo municipios después de efectuada la fusión el 1 de enero de 1977.
| Gráfica de evolución demográfica de Courcelles entre 1846 y 2019 |
|                                                                  |

## Masacre de Courcelles
La localidad de Courcelles es conocida debido a la matanza de civiles cometida por militantes rexistas entre el 17 y el 18 de agosto de 1944 como respuesta por varias acciones cometidas por la resistencia belga contra las autoridades colaboracionistas. Como venganza, un total de 27 personas, entre los que había varios policías, médicos, arquitectos, abogados, y el cura decano de Charleroi, Pierre Harmignie, fueron asesinadas.

## Ciudades hermanadas
- Guémené-Penfao
- Artogne